# Giacomo Legi

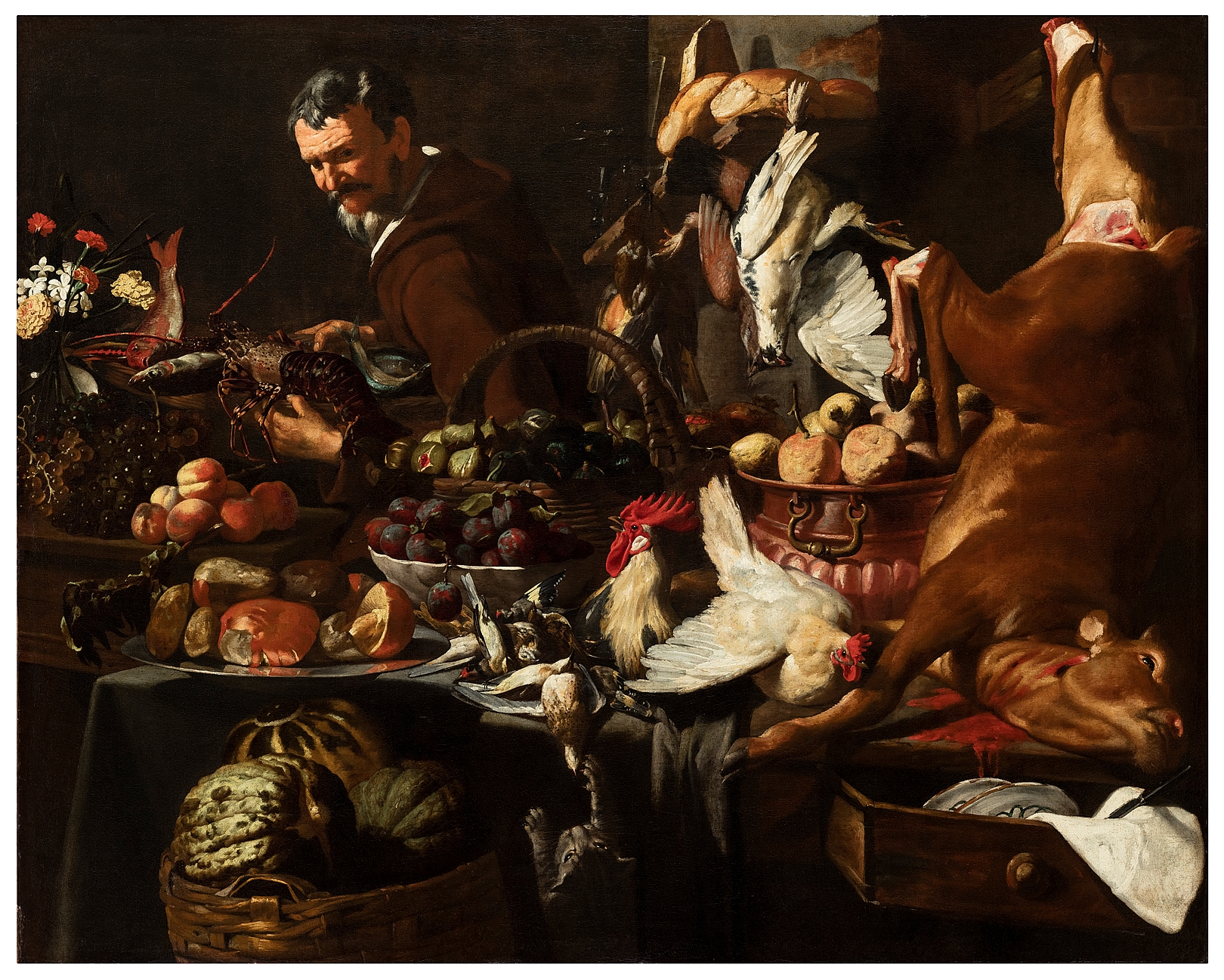
Dispensa con animale, frutta, verdure e personaggio maschile

Giacomo Legi (Liegi, 1600 – Milano, 1640) è stato un pittore fiammingo, detto il Liegi.

## Biografia
Pittore fiammingo originario probabilmente di Liegi o Anversa, fu attivo in Italia nel XVII secolo. Trasferitosi a Genova, divenne cognato ed allievo di Giovanni Rosa, pittore fiammingo naturalizzato italiano. Ispirandosi al maestro, fu soprattutto autore di nature morte e collaborò durante il suo soggiorno nel capoluogo ligure con il pittore genovese Domenico Fiasella.

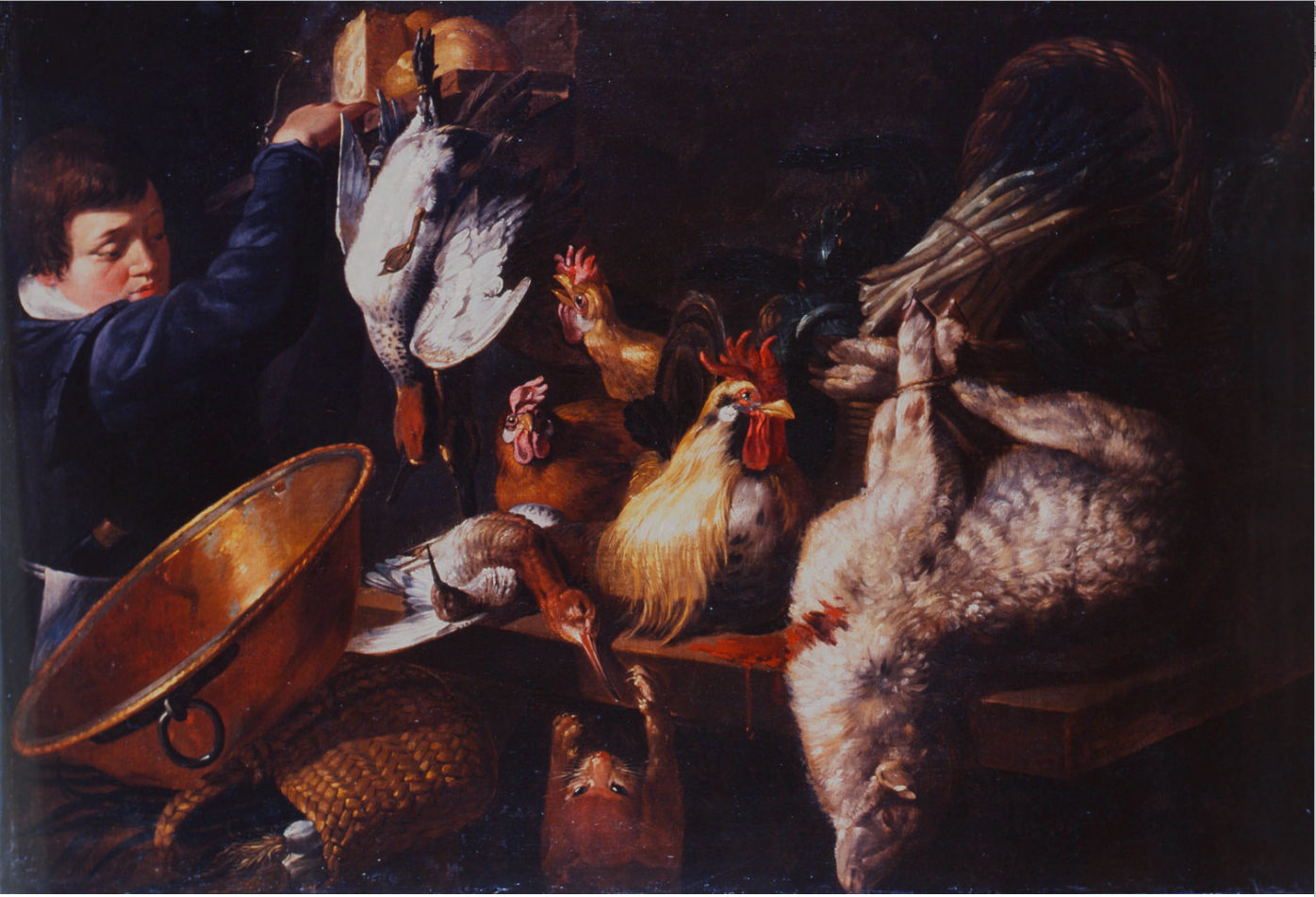
Giovane uomo in una dispensa, Musée des Beaux-Arts de Bordeaux.

Ammalatosi, si trasferì per curarsi a Milano, ove morì nel 1640.

## Opere
- Mercato, Olio su tela, 150x186 cm, Galleria di Palazzo Bianco, Genova[3]
- Cucina, Olio su tela, 150x186 cm, Palazzo Tursi, Genova
- Dispensa con animali vivi e morti con giovane, Olio su tela, 99x147 cm, Musée des Beaux-Arts, Bordeaux
- Dispensa con animali appesi, prosciutto, pentole, cuoco, Olio su tela, 112x142 cm, Musée des Beaux-Arts, Bordeaux
- Dispensa con animale, frutta, verdure e personaggio maschile, Olio su tela, Collezione privata, Genova
- La buona ventura, Olio su tela, in collaborazione con Domenico Fiasella, Albergo dei Poveri, Genova
- Interno di  cucina, Olio su tela, Collezione privata[4]